# Ашшур-дан II
Ашшурда́н II (аккад. «Силён Ашшур» или «Ашшур (мой) судья») — царь Ассирии приблизительно в 934—911 годах до н. э.

## Биография
Ашшур-дан II унаследовал ассирийский престол после смерти своего отца Тиглатпаласара II. Согласно «Ассирийскому царскому списку», он правил 23 года.
Ашшур-дану II удалось, наконец, приостановить поток бедствий, обрушившихся на Ассирию за долгие годы кризиса. Он строил города и укрепления, оказывал помощь крестьянам, снабжая их земледельческими орудиями. Озаботился он и восстановлением страны в пределах её естественных границ. Предпринимал первые после длительного перерыва походы против кочевых племён арамеев, вернул территории, утраченные в правление его предков Салманасара II и Ашшур-раби II, а также захватил богатую добычу и большие стада, которые доставил в Ашшур. Упоминаются также походы в области Кадмухе и Кирриуру. В анналах Ашшур-дана II нет сведений, на основе которых можно бы сделать вывод о его крупных победах. Возможно, что ассирийское войско было ещё слишком слабым, чтобы вступать в открытые сражения. О попытках усилить его может свидетельствовать краткое упоминание о передаче войску боевых колесниц. В городе Ашшур Ашшур-дан II, согласно его надписи, отреставрировал «Ворота ремесленников», построенные Тиглатпаласаром I и с тех пор обветшавшие.